# Luminescenza negli insetti

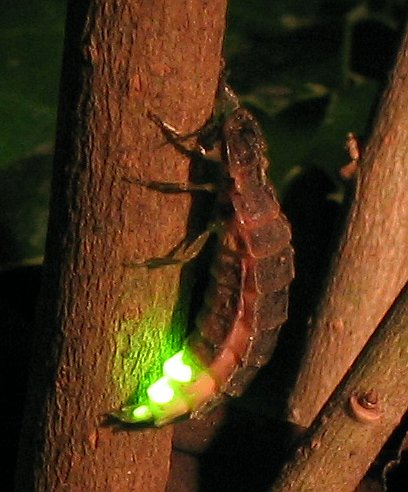
Lampyris noctiluca L., femmina

Gli insetti sono tra gli animali in cui si possono riscontrare più spesso fenomeni di bioluminescenza, cioè di emissione di luce causata da particolari reazioni biochimiche.
La possibilità di emettere radiazioni luminose è propria di un modesto numero di specie ad abitudini notturne o che vivono in luoghi oscuri. Può originarsi sia perché l'insetto possiede speciali organi fotogeni , sia come effetto collaterale del suo metabolismo , sia perché causata da batteri patogeni e quindi essere sintomo di malattia (es. larve di Mamestra attaccate dal Bacterium haemosphoreum), sia perché ospita batteri luminescenti simbiontici.
Le specie luminose si riscontrano prevalentemente nell'ordine dei coleotteri (elateridi, drilidi, lampiridi, fengoidi), ma anche fra i collemboli, i rincoti omotteri cicadoidei, e le larve dei ditteri. Nelle larve di alcuni ditteri fungivoridi la luce proviene dal corpo adiposo o dall'estremità ingrossata dei tubi malpighiani, nei coleotteri fengoidi da agglomerati di enociti. Nei coleotteri summenzionati, che hanno differenziato organi luminosi, può essere emessa luce in tutti gli stadi di sviluppo; nelle uova è diffusa ed irraggia la loro superficie, trasparendo, a volte, dalle pareti addominali della femmina che le contiene; nelle larve, nelle pupe e negli adulti si concentra in aree determinate, diverse a seconda delle specie, e presenti in ambedue i sessi o anche unicamente, o prevalentemente, in uno.
Nelle larve dei lampiridi, ad esempio, vi sono due aree rotondeggianti ventrali nell'8º urite, o anche quattro aree (2 nel 1º urite e 2 nel 6º); negli adulti fasce ventrali nel 6º e 7º urite. Nelle larve degli elateridi piroforini esistono aree pari nel protorace; negli adulti due aree latero-posteriori pronotali ed una mediale nel 1º urosterno. Negli adulti di certi fengoidi le aree luminescenti (11-12 paia segmentali) sono collocate in serie laterali sull'addome.
La luce appare a volte fissa e mantenuta per un certo periodo di tempo, a volte emessa ad intervalli ritmici, con frequenza, durata ed intensità varie. Le lunghezze d'onda delle luci emesse oscillano tra il verde-blu e l'arancione rossastro, ma il medesimo insetto può emettere luci diverse o anche di diverso colore da diversi apparati ed in diversi momenti . Questa luce non è polarizzata ed agisce su tutti i fenomeni chimici e fisiologici come quella solare. Sebbene la sua intensità luminosa sia modesta, essa appare all'uomo vivissima, poiché ha un'intensità massima alla lunghezza d'onda di 5000-6000 Ångström, a cui l'occhio umano è sensibilissimo .

## Organi fotogeni
Gli organi fotogeni hanno grandezze variabili; alcuni grandi quanto una capocchia di spillo ed altri, all'opposto, così estesi da formare masse occupanti l'intera superficie ventrale interna di parecchi segmenti addominali.
Nei lampiridi gli organi luminosi derivano da una trasformazione del tessuto adiposo mesodermale e sono formati da uno strato fotogeno  che poggia sulla cuticola divenuta trasparente (finestra); esso si compone di grosse cellule produttrici di luce (fotociti), che hanno una organizzazione citologica inusuale: ciascun fotocito è ricco di mitocondri, di ATP e di una proteina di riserva (luciferina), dalla cui ossidazione, catalizzata da un enzima (luciferasi), si sprigiona la luce.

I fotociti sono riuniti in lobuli a forma di rosette intorno ai cilindri contenenti grossi rami tracheali che si ramificano direttamente da esse. Al di sopra di detto strato si trova uno strato fotoriflettore o isolante, che contiene piccole cellule irregolari, opache, contenenti un grandissimo numero di granuli di urati e glicogeno.

Ambedue gli strati sono attraversati perpendicolarmente da tubuli cilindrici nei quali decorrono rami di trachee addominali e diramazioni di nervi periferici. Le trachee possono percorrere lo strato dorsale senza modificare il loro comportamento, ma, una volta raggiunto lo strato ventrale, differenziano un ricco sistema di tracheole laterali che penetrano fra i fotociti e presentano, a volte, tracheoblasti.
Gli organi luminosi sono serviti da muscoli speciali che controllano l'accesso dell'emolinfa e, soprattutto, dell'aria.  Il tutto permette una regolazione volontaria e riflessa della luminosità in base soprattutto dell'apporto di ossigeno.

## Meccanismo di bio-chemio-luminescenza
La luce quindi è prodotta dalla ossidazione della luciferina da parte di ossigeno libero, in presenza di acqua e sotto l'azione catalitica della luciferasi che si trova nell'emolinfa. L'energia necessaria è ottenuta con reazioni preliminari coinvolgenti l'ATP. Si tratta di  luminescenza dovuta ad un processo biochimico e non alla presenza di batteri fotogeni, come si pensava nel passato . La quantità di luce emessa (fotoni) si può valutare con procedimenti fotometrici; essa è strettamente correlabile all'ATP, che è contenuto in quantità abbastanza costanti nelle cellule viventi; mediante un fattore di conversione dall'ATP si può risalire al numero di cellule che hanno partecipato alla reazione. Il test della bioluminescenza (Firefly test o test della lucciola) è adoperato in laboratorio per un  rapido conteggio cellulare in ematologia (es.: enumerazione dei globuli rossi), in microbiologia (conteggi batterici), nonché per la valutazione degli inquinamenti batterici nelle acque reflue (mediante isotiocianato di fluoresceina) o per il controllo delle fermentazioni o per qualsiasi valutazione di ricchezza cellulare (nei semi, embrioni, ecc.).

## Significati
La funzione della bioluminescenza, nelle forme più primitive, sembra non avere alcun significato biologico, essendo un effetto collaterale del  metabolismo; nelle larve luminose di alcuni ditteri fungivoridi essa probabilmente serve da attrattivo per le prede; nei coleotteri lampiridi, fengoidi ed elateridi è un evidente richiamo sessuale. Nelle lucciole l'accoppiamento ha luogo allorquando la femmina  risponde sincronizzando la propria segnalazione luminosa (lampeggio di varia durata, a seconda della specie) a quella del proprio maschio. Le specie nordamericane del genere Photuris, dopo l'accoppiamento con il proprio maschio, diventano fortemente carnivore e sono in grado di rispondere al segnale luminoso di maschi di altre specie, che accorrono finendo divorati; si tratta di mimetismo luminoso, che giunge sino, nel caso si avvicini un Photinus, una specie molto piccola e dal segnale debole, a combinare la sintonizzazione con una riduzione di luminosità, in modo da rendere l'imitazione il più possibile verosimile.